# قلی امیرلک
قلی امیرلک سیاست‌مدار ایرانی بود، که در  دوره بیستم   به‌عنوان نماینده خوی، ماکو و سلماس در مجلس شورای ملی حضور داشت.